# Гомбожаб Цибиков
Гомбожаб Цебекович Цибиков (на руски: Гомбожаб Цэбекович Цыбиков) (20 април 1873 г. – 20 септември 1930 г.) е руски изследовател на Тибет, бурят по националност.
Цибиков се специализира в етнографията и будистките проучвания. В периода след 1917 г. е важен педагог и държавник в Сибир и Монголия.
Най-често е свързван с това, че е първият фотограф на Тибет, включително и на Лхаса (1899 – 1902). Неговият дневник, издаден на руски език през 1919, 1981 и 1991 г., преведен на китайски, чешки, английски, френски и полски език, включва много материали от тибетски източници за историята на Тибет и предоставлява сведение от първа ръка за тибетските дела по онова време, което го прави важен източник.
По случай 100-годишнината от рождението му през 1973 г. по инициатива на директора на Краеведския музей Ж. Д. Доржиев в Агинское на улица Комсомолска 35 е издигнат негов паметник